# Municipio de Florida (Minnesota)
Florida Township es un municipio situado en el condado de Yellow Medicine, Minnesota, Estados Unidos. Tiene una población estimada, a mediados de 2023, de 112 habitantes.

## Geografía
Está ubicado en las coordenadas 44°45′42″N 96°23′43″O / 44.76167, -96.39528. Según la Oficina del Censo,tiene una superficie de 86.6 km², correspondientes en su totalidad a tierra firme.

## Demografía
Según el censo de 2020, en ese momento había 109 personas residiendo en la zona. La densidad de población era de 1.3 hab./km². El 99.08 % de los habitantes eran blancos y el 0.92% era de una mezcla de razas. No había hispanos o latinos viviendo en la región.